# إريك أوينز
اريك أوينز (بالإنجليزية: Eric Owens)‏ هو لاعب كرة قاعدة أمريكي، ولد في 3 فبراير 1971 في دانفيل في الولايات المتحدة.

## وصلات خارجية
- إريك أوينز على موقعبيزبول رفرنس.كوم (الدوري الرئيسي) (الإنجليزية)
- إريك أوينز على موقعبيزبول رفرنس.كوم (الدوري الثانوي) (الإنجليزية)